# La Navarraise
La Navarraise è un'opera in due atti composta nel 1893 da Jules Massenet su un libretto francese di Jules Claretie e Henri Caïn, basato sul racconto di Claretie La Cigarette. Fu eseguita per la prima volta al Covent Garden di Londra il 20 giugno 1894, con Emma Calvé nel ruolo della protagonista.

## Accoglienza e interpretazioni
È largamente accettato che La Navarraise sia stata la risposta di Massenet al verismo italiano ed era molto popolare ai suoi tempi, spesso eseguita in doppia locandina con la Cavalleria rusticana di Mascagni. La sua popolarità cominciò a diminuire quando i gusti per l'opera cambiarono nella prima parte del XX secolo e oggi l'opera viene eseguita raramente. Tuttavia al Wexford Festival di ottobre/novembre 2013 La Navarraise fu rappresentata in doppio cartellone con Thérèse di Massenet. È stata tuttavia incisa più volte, in particolare negli anni '70 con Marilyn Horne e Plácido Domingo e con Lucia Popp e Alain Vanzo.
Alla prima esecuzione erano presenti il Principe di Galles e uno spettacolo di gala fu poi dato al Castello di Windsor. Flon diresse la première di Bruxelles il 26 novembre 1894 con Georgette Leblanc nel ruolo della protagonista, mentre la Calvé tornò per la première di Parigi all'Opéra-Comique nei locali provvisori in Place du Châtelet (l'attuale Théâtre de la Ville) il 3 ottobre 1895 , che portò a oltre 180 esecuzioni dell'opera da parte della compagnia nei successivi 60 anni.

## Ruoli
| Ruolo                                                                               | Registro vocale | Cast della prima, 20 giugno 1894 (Direttore: Philippe Flon) |
| ----------------------------------------------------------------------------------- | --------------- | ----------------------------------------------------------- |
| Anita (La Navarraise)                                                               | mezzosoprano    | Emma Calvé                                                  |
| Araquil, sergente del reggimento di Biscaglia                                       | tenore          | Albert Alvarez                                              |
| Garrido                                                                             | basso           | Pol Plançon                                                 |
| Remigio, padre di Araquil                                                           | baritono        | Charles Gilibert                                            |
| Ramon, capitano del reggimento di Biscaglia                                         | tenore          | Claude Bonnard                                              |
| Bustamente                                                                          | baritono        | Eugène Dufriche                                             |
| Coro: donne basche, ufficiali, soldati feriti, contadini, un dottore, un cappellano |                 |                                                             |

## Trama
Luogo: Spagna
Epoca: Guerra carlista del 1874
Una ragazza di bassa estrazione della Navarra, Anita (La Navarraise), è innamorata di un soldato, Araquil. Il padre di Araquil, Remigio, trova Anita inaccettabile e insiste che paghi una somma di duemila duros come dote, sapendo che non sarà in grado di mettere insieme la somma. Sentendo questo, Anita canta una canzone di lamento mentre il comandante Garrido canta del suo odio verso il comandante nemico, Zuccaraga (dopo aver sentito della morte del suo amico per mano di Zuccaraga). Anita ascolta Garrido e gli propone di uccidere Zuccaraga per una somma di duemila duros. Garrido, sebbene diffidente e sospettoso, accetta l'offerta. Garrido chiede il suo nome, ma lei si precipita fuori dicendo solo "Sono solo la 'ragazza della Navarra'". Anita viene vista andare al campo nemico dal soldato Ramon. Quando Ramon sente che Araquil sta cercando Anita, lui (Ramon) dice ad Araquil che si trova nel campo nemico. Ramon fraintende ciò, pensando che Anita sia in realtà una spia mentre Araquil pensa che sia andata a trovare un amante segreto nel campo nemico.
Dopo un intermezzo orchestrale, Anita riesce a uccidere Zuccaraga e ottiene la sua ricompensa, ma le viene detto di giurare di non dirlo a nessuno. Proprio in quel momento viene portato Araquil, ferito a morte alla ricerca di Anita. Si confronta con Anita che, sotto il giuramento di non dirlo a nessuno, può solo dire "Non ho fatto niente di male". Quando vede il denaro che ha ricevuto, la accusa di vendersi, cosa a cui lei si oppone violentemente. Quindi Remigio, Ramon e il dottore appaiono sulla scena. Si possono udire le campane in lontananza e Araquil chiede a suo padre perché suonano. Remigio gli dice che Zuccaraga è stato assassinato. Araquil guarda di nuovo Anita, solo allora capendo la verità; con le parole finali "il prezzo del sangue! che orribile!" muore. Anita crolla inorridita e tenta di uccidersi. Mentre cerca un'arma per suicidarsi, trova una statua della Vergine Maria. Impazzisce per la morte di Araquil e parla come se fosse ancora lì: "Araquil! Ho la dote... Dobbiamo andare... La chiesa è piena! La felicità è a portata di mano!" Quindi, si lascia andare ad una risata insensata e selvaggia, mentre l'opera finisce con Garrido che dice "La folie! La folie!" ("La follia! la follia!").

## Incisioni
Le informazioni sulle incisioni provengono dal sito di discografia operistica di Brian Capon.
- 1963 – Geneviève Moizan (Anita), Alain Vanzo (Araquil); Jacques Mars (Garrido), Lucien Lovano (Remigio), Marcel Vigneron (Bustamente), Joseph Peyron (Ramon); Choro e orchestra della Radio Television Française, diretti da Jean-Claude Hartemann. Incisione da una trasmissione radiofonica del 29 November 1963; pubblicata nel 2004 su Gala CD cat. no. GL 100.747 (2 CD; comprende anche un'incisione del 15 dicembre 1973 di Le jongleur de Notre-Dame).
- 1975 – Lucia Popp (Anita), Alain Vanzo (Araquil), Vincenzo Sardinero (Garrido), Gérard Souzay (Remigio), Claude Méloni (Bustamente), Michel Sénéchal (Ramon), Claude Méloni (Un soldat); London Symphony Orchestra, Ambrosian Opera Chorus, diretta da Antonio de Almeida. Incisione in studio (Marzo 1975, Londra) pubblicata su 1 LP – Columbia M-33506 (USA); CBS 76403 (UK); CBS "Masterworks" DC 40134 (UK).
- 1975 – Marilyn Horne (Anita), Plácido Domingo (Araquil); Sherrill Milnes (Garrido), Nicola Zaccaria (Remigio), Gabriel Bacquier (Bustamente), Ryland Davies (Ramon), Leslie Fyson (Un soldat); London Symphony Orchestra, Ambrosian Opera Chorus, diretti da Henry Lewis. Studio recording (July 1975, London) issued on 1 LP – RCA Red Seal ARL1-1114. –  1 CD – RCA Red Seal 50167-2

An additional recording not mentioned in the above source is:
- 2018 - Aleksandra Kurzak  (Anita), Roberto Alagna (Araquil); George Anguladze (Garrido), Brian Kontes (Remigio), Michael Anthony McGee (Bustamente), Issachah Savage (Ramon); Opera Orchestra of New York, New York Choral Ensemble, conducted by Alberto Veronesi. Incisione in studio (novembre 2011 - maggio 2017, vari locali), Warner Classics.